# Fundação Parque Tecnológico da Paraíba
A Fundação Parque Tecnológico da Paraíba é um sítio tecnologico localizado a 5 km de distância da Universidade Federal de Campina Grande, na Paraíba.

## História
Criada em 1984, esta entre os quatro primeiros parques tecnológicos do país, a fundação é uma instituição sem fins lucrativos voltada para o avanço científico e tecnológico do Estado.
A fundação assinou com a Embrapa, o Convênio Geral de Parceria em Incubação de Empresas de Base Tecnológica Agropecuária, no intuito específico de viabilizar a implementação do processo de incubação de empresas na forma do Programa de Incubação de Agronegócios da Embrapa

## Descrição
Compondo o oásis da Ciência e Tecnologia, constitui-se numa entidade sem fins lucrativos voltada para o avanço científico e tecnológico do Estado. Citada na Newsweek como um dos principais instrumentos de disseminação e transferência de tecnologia da Paraíba, a Fundação ganhou destaque também na área de Tecnologia Social, obtendo o 1º lugar do Prêmio de Tecnologia Social da Fundação Banco do Brasil, em novembro de 2001, sendo contemplada, em seguida, com o prêmio Projeto Inovador do Ano de 2002, concedido ao Projeto de Incubação de Micros e Pequenas Agroindústrias em Comunidades Rurais do Semi-árido Paraibano, pela Anprotec.